# Elşən Məmmədov
Elşən Məmmədov (ur. 4 maja 1980 w Baku) – azerski piłkarz grający na pozycji pomocnika. Od 2011 roku jest zawodnikiem klubu AZAL PFK Baku. W reprezentacji Azerbejdżanu zadebiutował w 2006 roku. Do 19 października 2013 roku rozegrał w niej 6 meczów.